# Nedre dammen (Rättviks socken, Dalarna)
Nedre dammen är en sjö i Rättviks kommun i Dalarna och ingår i Dalälvens huvudavrinningsområde.